# Torbjörn von Schantz
Torbjörn Åkesson von Schantz, född den 16 mars 1954 i Vimmerby stadsförsamling, Kalmar län, är en svensk zoolog som under åren 2015–2020 varit rektor vid Lunds universitet.
Torbjörn von Schantz växte upp i Lund, dit familjen flyttat då han var ett år gammal. Han disputerade 1981 på en avhandling om rävar: "Evolution of group living, and the importance of food and social organization in population regulation – a study on the red fox (Vulpes vulpes)" och blev 2000 professor i zoologisk ekologi vid Lunds universitet. Vid detta har han även varit lärarrepresentant i universitetsstyrelsen 2004–2010 och dekan för den naturvetenskapliga fakulteten 2006–2011. Åren 2013–2014 var han prorektor vid Sveriges lantbruksuniversitet och utnämndes hösten 2014 att från 1 januari 2015 till 31 december 2020 vara rektor (rector magnificus) för Lunds universitet. Kort efter tillträdandet deltog han på en traditionsenlig rektorsafton hos Studentafton där han på frågan vad han ville uppnå med sitt rektorskap svarade "Jag vill att studenter ska vara stolta över den utbildningskvalitet de fått när det går ut härifrån".

## Utmärkelser
- Storofficer av Italienska republikens förtjänstorden, 14 januari 2019.[7]